# Pierre-Barthélemy Gheusi
Pierre-Barthélemy Gheusi (Pseudonym: Norbert Lorédan, * 21. November 1865 in Toulouse; † 30. Januar 1943 in Paris) war ein französischer Schriftsteller, Journalist und Theaterleiter.
Der Sohn eines Bankiers aus Castres studierte Jura in seiner Heimatstadt. Als entfernter Verwandter von Léon Gambetta engagierte er sich 1889 gemeinsam mit seinem Freund Georges Pierfitte beim Wahlkampf in Castres für Jean Jaurès. Auf Empfehlung seines Kommilitonen Laurent Tailhade veröffentlichte er unter dem Pseudonym Norbert Lorédan seine ersten Werke in Paris in Anatole Bajus Zeitschrift Le Décadent. Als begeisterter Heraldiker war er Schüler von Augustin Tailhades. Ergebnis seiner Studien war das Buch Le Blason héraldique (1892).
Nachdem Anfang der 1890er Jahre sein Versuch, sich als Autor in der Pariser Presse zu etablieren, misslang, wurde Gheusi Kabinettschef von Léon Bourgeois im Département Marne. 1894 quittierte er den Staatsdienst und übersiedelte nach Paris. Im gleichen Jahre heiratete er Adrienne Willems, die Nichte des Malers Florent Willems und verfasste gemeinsam mit Paul Lavigne den Roman Gaucher Myrian. Er schloss sich zu dieser Zeit der Luscrambo, einer von Pedro Gailhard gegründeten Gruppe von Freidenkern und Freimaurern an.
1897 übertrug ihm Arthur Meyer die Leitung der illustrierten Beilage der Zeitschrift Gaulois. 1899 übernahm er von Juliette Adam die Nouvelle Revue und wurde deren Direktor. 1906 übernahm er mit Pedro Gailhard die Leitung der Pariser Oper. Unter dem Eindruck von Leonce Fabre des Essarts setzte er sich für die Gnostisch-Katholische Kirche in Frankreich ein.
Von 1914 bis 1918 und später von 1933 bis 1936 leitete Gheusi die Opéra-Comique. Nachdem er während des Ersten Weltkrieges die Opéra-Comique teils unter Einsatz eigener Mittel erhalten hatte, wurde er 1918 auf Betreiben von Georges Clemenceau entlassen und übernahm kurzfristig die Leitung des Théâtre Lyrique du Vaudeville.
Ab 1920 war er Mitarbeiter des Le Figaro und wurde dort bald einer der stellvertretenden Direktoren. 1932 betraute ihn der Kultusminister Anatole de Monzie erneut mit der Leitung der Opéra-Comique, die sich in einer finanziellen Krise befand. In der Folge von Streiks im Jahr 1936 trat er von dem Posten zurück und verfasste in den Folgejahren seine vierbändigen Memoiren unter dem Titel Cinquante ans de Paris, mémoires d'un témoin.

## Werke
- La Fée aux roses, Saynète, Castres 1888
- Quelques pages d'un vieil album, Castres 1889
- La Veillée de Jeanne d'Arc, lyrische Szene (mit Ernest Lefèvre), Reims 1890
- Rayon d'onyx, Poem, Reims 1890
- Le Blason héraldique, Paris 1892
- Gaucher Myrian (mit Paul Lavigne), Pris 1893
- Konrad Wallenrod, lyrisches Drama (vertont von Eugène Lefèvre), Castres 1893
- L'Ame de Jeanne Darc, Roman (mit Illustrationen von Paul Steck), Paris 1895
- Le Carillon (mit Jules Méry), 1895
- Damayanti, yrische Legende (vertont von Lucien Fontayne), Paris 1895
- Simplement, Gedichte, 1895
- Ermessinde, Opernlibretto, Paris 1895
- Guernica, lyrisches Drama (mit Pedro Gailhard, vertont von Paul Vidal), Paris 1895
- Carloman, lyrisches Drama, Paris 1896
- Kermaria, Idylle (vertont von Camille Erlanger), Paris 1897
- Faublas, Oper (von Camille Erlanger), 1897
- La Cloche du Rhin, lyrisches Drama (mit Georges Montorgueil, vertont von Samuel Rousseau), Paris 1898
- Trois danses grecques, Gedichte (vertont von Louis-Albert Bourgault-Ducoudray), 1899
- Le Serpent de mer, Roman, 1899
- Le Comte Roger, Drama (mit Édouard Noël), Paris 1900
- Montsalvat, historischer Roman, 1900
- Midi, 1900
- Le Juif PolonaisOper (mit Henri Cain, vertont von Camille Erlanger), 1900
- Les Barbares, lyrische Tragödie (mit Victorien Sardou, vertont von Camille Saint-Saëns), Paris 1901
- Orsola, lyrisches Drama (vertont von P.-L. Hillemacher), Paris 1902
- Sous le volcan, Paris 1903
- Trilby, Feenspiel (mit Charles Lomon), Paris 1904
- Çanta lyrische Tragödie (mit J. Fonville, vertont von Pierre Kunc), Paris 1904
- Les Atlantes, aventures de temps légendaires... (mit Charles Lomon), Paris 1905
- Fiorella, lyrische Komödie (mit Victorien Sardou), Paris 1905
- La Mamelouke, roman d'un officier de Bonaparte en Égypte et en Syrie (mit Illustrationen von René Lelong), Paris 1905
- Biarritz-des-Goélands, Roman, Paris 1905
- Le Puits des âmes, Roman, Paris 1906
- Chacun sa vie, Komödie (mit Gustave Guiches), Paris 1907
- Gambetta, lettres intimes et souvenirs de famille (Hrsg.), Paris 1909
- Gambetta life and letters (mit einem Vorwort von Violette M. Montagu), London 1910
- Le Miracle, lyrisches Drama (mit A. Mérane, vertont von Georges Hüe), Paris 1910
- L'Opéra romanesque, Roman, Paris 1910
- Les Pirates de l'Opéra, Roman, 1911
- Les Chefs, études politiques et de théâtre, Paris 1914
- Guerre et théâtre, 1914-1918. Mémoires d'un officier du général Gallieni et journal parisien du directeur du théâtre national de l'Opéra-Comique pendant la guerre, Nancy-Paris-Strasbourg 1919
- L'Opéra-Comique pendant la guerre, Paris 1919
- Gallieni 1849-1916, Paris 1922
- L'Affaire de l'Opéra-Comique et l'Opéra-Comique de Lafferre, Hrsg., Paris 1923
- Les Tueurs de rois, Paris 1926
- La Gloire de Gallieni, Paris 1928
- Perkain, lyrisches Drama (mit Pierre Harispe, vertont von Jean Poueigh), Paris 1931
- Le Mascaret rouge, Paris 1931
- Gallieni et Madagascar, Paris 1931
- La Vie et la Mort singulières de Gambetta, Paris 1932
- Jeanne Myrtale mit Thomas Salignac, Rouen 1933
- Le Blason : théorie nouvelle de l'art héraldique, Paris 1933
- L'Opéra-Comique sous la haine, Paris 1937
- Le Roman de Gambetta, Paris 1938
- Les Amours de Faublas, Roman, Paris 1938
- La Vie prodigieuse du maréchal Gallieni, Paris 1939
- Cinquante ans de Paris, mémoires d'un témoin, 1889-1938, Paris 1939
- Cinquante ans de Paris, mémoires d'un témoin. 1889-1939. II. Leurs femmes..., Paris 1940
- Cinquante ans de Paris, mémoires d'un témoin, 1890-1940. III. La danse sur le volcan..., Paris 1941
- Cinquante ans de Paris, mémoires d'un témoin, 1892-1942. IV. Revivre..., Paris 1942
- La Femme nue du Montcalm, Paris 1945
- La Fille de Monte-Cristo, Paris 1948

| Personendaten    | Personendaten                                              |
| ---------------- | ---------------------------------------------------------- |
| NAME             | Gheusi, Pierre-Barthélemy                                  |
| ALTERNATIVNAMEN  | Lorédan, Norbert (Pseudonym)                               |
| KURZBESCHREIBUNG | französischer Schriftsteller, Journalist und Theaterleiter |
| GEBURTSDATUM     | 21. November 1865                                          |
| GEBURTSORT       | Toulouse                                                   |
| STERBEDATUM      | 30. Januar 1943                                            |
| STERBEORT        | Paris                                                      |